# Perigrapha sugitanii
Perigrapha sugitanii är en fjärilsart som beskrevs av Matsumura 1926. Perigrapha sugitanii ingår i släktet Perigrapha och familjen nattflyn. Inga underarter finns listade i Catalogue of Life.